# گالتین (تنسی)
گالتین(به انگلیسی: Gallatin) شهری در ایالت تنسی کشور ایالات متحده آمریکا است که جمعیت آن در سرشماری سال ۲۰۱۰ میلادی، ۳۰٬۲۷۸ نفر بوده‌است.